# Estación Lo Blanco
Lo Blanco es una estación de trenes de la línea Tren Nos-Estación Central, ubicado en la comuna de El Bosque, a pocos metros del límite con la comuna San Bernardo, en la región Metropolitana de Chile.

## Historia
Originalmente fue construida para ser parte del servicio Rancagua Express, la estación fue planificada en 2012 y terminada de ser construida durante 2015; la estación es inaugurada dentro del servicio Tren Nos-Estación Central en marzo de 2017.
Esta, junto con la estación Freire fueron las únicas dos planificadas como nuevas estaciones; ambas se construyeron de forma que existiera en superficie un solo andén con dos plataformas para los servicios ida y regreso de Tren Nos-Estación Central, más otras dos vías en paralelo que no tienen andenes en la estación (que corresponden a los otros servicios de esa ruta). El resto de las instalaciones de la estación se encuentran bajo tierra conectadas al andén por medio de escaleras.
El 23 de abril de 2018 uno de los trenes tuvo que ser evacuado debido a un problema con el cierre de las puertas en esa estación.

### Infraestructura vial
Para que aumentar la seguridad del paso vehicular en la Avenida Lo Blanco, EFE construyó el Paso Lo Blanco, uno de los 14 cruces desnivelados que EFE anunció el 2013 en conjunto con el proyecto Rancagua Express; el paso es un puente sobre nivel de 350 m de largo, 2 m de altura y 80 toneladas, que reemplazó al antiguo cruce vehicular en la zona. Posteriormente se procedió al confinamiento de las vías.
Esta estación se encuentra próxima a la Base Aérea El Bosque y la escuela de Suboficiales de la FACH.

## Conexión con Red Metropolitana de Movilidad
El ingreso a la estación es por medio de torniquetes, utilizando el sistema integrado de la tarjeta bip.
La estación posee 1 paradero de la Red Metropolitana de Movilidad en sus alrededores, el cual corresponde a:
| Paradero / Código                    | Recorrido                                                                  |
| ------------------------------------ | -------------------------------------------------------------------------- |
| Parada / Estación Lo Blanco (PG1942) | G14 (Pob. Valle Nevado) - G23 (Santa Rosa P.43) - G43 (San Alberto de Nos) |